# 재산
|                                           |
| 미국의 재산법                             |
| 미국법 시리즈                             |
| 재산 획득                                 |
| 증여 · 취득시효 · 채권양도                |
| 유실물                                    |
| 처분 · 위탁 · 허가                        |
| 재산권                                    |
| 완전 사유권 · 단순부동산권 · 한사부동산권 |
| 생애부동산권 · 조건부 부동산권            |
| 미래권리 · 부동산 공동소유                |
| 부동산임차권 · 연립주택                   |
| 토지권리의 양도 증서                      |
| 선의의 취득자 · 권원등기제도              |
| 양도증서에 의한 금반언 · 권리 포기서      |
| 임대차 · 형평법상 재산권의 이전           |
| 소유권부담제거소송 · 국가귀속             |
| 미래사용 제한                             |
| 양도제한                                  |
| 영구구속금지의 원칙                       |
| 쉘리사건의 원칙                           |
| 상속권원우선원칙                          |
| 비소유 토지권                             |
| 지역권 · 이익                             |
| 토지와 함께 이전하는 약관                 |
| 에퀴티상의 지역권                         |
| 관련 주제                                 |
| 부착물 · 훼손 · 분할                      |
| 용수권                                    |
| 측면‧지하지지권                           |
| 네모닷                                    |
| 미국법의 다른 영역                        |
| 계약법 · 불법행위법                       |
| 유언신탁법                                |
| 형법 · 증거법                             |

재산(財産)은 개인이나 단체에 속하는 경제적 가치가 있는 것을 두루 이르는 말이다. 영미법계에서 재산은 살아있거나 사망한 사람의 순자산이다. 이는 특정 시점에 한 사람의 자산—모든 종류의 재산권에 대한 법적 권리, 이해관계, 그리고 권리—에서 모든 부채를 제외한 합계이다. 이 문제는 파산 및 사람의 사망과 관련하여 특별한 법적 중요성을 갖는다. (상속 참조.) 자본으로 이용되는 것은 자산이라고 한다. 개인이 가진 것을 사유재산, 나라가 가진 것을 국유재산이라고 한다. 자손에게 물려주는 것을 유산이라고 한다.
토지 등과 같이 움직일 수 없는 재산을 부동산, 움직일 수 있는 물건을 동산이라고 한다. 형태가 없고 정보가 담긴 재산을 지적 재산이라고 한다. 재산은 증여 등 계약의 객체가 된다.
특정 문맥에 따라 이 용어는 토지 부동산권이나 특정 종류의 재산(부동산 또는 동산)을 지칭하는 데에도 사용된다. 이 용어는 또한 한 사람의 자산 총액만을 지칭하는 데에도 사용된다.
대륙법계 법체계에서의 동등한 용어는 가족 재산이다.

## 파산
미국의 파산법에 따라, 개인의 재산은 채권자에게 분배될 수 있는 모든 종류의 자산 또는 재산으로 구성된다. 그러나 일부 자산은 개인이 재정적 삶을 재개할 수 있는 충분한 자원을 가질 수 있도록 면제 재산으로 인정된다. 미국에서는 자산 면제가 주법 및 연방법을 포함한 다양한 요인에 따라 달라진다. 파산자의 재산(또는 자산)은 파산관재인에 의해 관리된다. 모든 영미법계 국가의 법적 입장은 이 점에서 유사하다.

## 토지에서의 법적 재산권
토지법에서 "재산"이라는 용어는 복잡한 토지 재산권 및 이해관계의 위계질서를 만들었던 영국의 봉건 제도의 잔재이다. 완전 사유권 또는 무조건 토지 상속권은 영미법계에서 개인이 재산에 대해 가질 수 있는 가장 완전한 소유권이다. 재산권은 연기 재산권, 임의 재산권, 종신 물권(소유자의 사망 시 소멸), 타인 종신 재산권(다른 사람의 생애에 대한 종신 권리) 또는 종신 상속권 (자신의 자손에게) 또는 보다 제한적인 종류의 상속인(예: 자신의 남자 자손에게)일 수 있다.
무조건 토지 상속권은 무조건 절대 상속권이거나 반환가능(즉, 장래 조건에 따라 달라지는) 상속권일 수 있으며, 이는 확정적 무조건 상속권 및 조건부 무조건 상속권과 같다; 이것이 신탁 및 재산권 개념이 생명 우발 사태의 사용을 통해 보험계리학으로 넘어갈 수 있게 하는 장래 이해관계의 복잡한 시스템이다.
토지 재산권은 또한 상속 재산권과 상속이 아닌 다른 재산권으로 나눌 수 있다. 무조건 토지 상속권과 종신 상속권은 상속 재산권이다; 이들은 소유자의 상속인에게 법률의 적용에 의해, 제한 없이(무조건 토지 상속권의 경우) 또는 제한과 함께(종신 상속권의 경우) 넘어간다. 연기 재산권과 종신 물권은 상속 재산권이 아니다; 소유자는 연기 기간이 지나면 아무것도 소유하지 않으며, 자신의 상속인에게 아무것도 물려줄 수 없다.
법적 재산권과 이해관계는 "대세적 권리"라고 불리며, "세상에 대항할 수 있는" 것으로 일컬어진다.

## 형평법상 재산권
토지에서의 법적 재산권 및 이해관계 위에, 영국 법원은 동일한 법적 이해관계에 대한 "형평법상 재산권"을 만들었다. 이러한 의무를 신탁이라고 하며 법원에서 집행될 수 있다. 수탁자는 재산에 대한 법적 소유권을 가진 사람이며, 수혜자는 재산에 대한 형평법상 이해관계를 가진다고 말한다.

## 재산의 종류
- 국유재산과 사유재산
- 적극재산과 소극재산
- 일반재산과 특별재산
- 포괄재산과 특정재산
- 유형재산과 무형재산

## 유형재산
유형재산(有形財産)은 일정한 형태가 있는 재산이다. 저작권, 특허권 등 일정한 형태가 없는 무형재산과 구분된다.

### 유형재산의 종류
- 동산
  - 화폐
  - 상품
- 부동산
  - 토지
  - 건물

## 같이 보기
- 상속세